# Kunik (Dobre Miasto)
Kunik (deutsch Windenhof) ist ein Ort in der polnischen Woiwodschaft Ermland-Masuren. Er gehört zur Stadt-und-Land-Gemeinde Dobre Miasto (Guttstadt) im Powiat Olsztyński (Kreis Allenstein).

## Geographische Lage
Kunik liegt im nördlichen Westen der Woiwodschaft Ermland-Masuren, 19 Kilometer südwestlich der früheren Kreisstadt Heilsberg (polnisch Lidzbark Warmiński) bzw. 25 Kilometer nordwestlich der heutigen Kreismetropole und auch Woiwodschaftshauptstadt Olsztyn (deutsch Allenstein).

## Geschichte
Der bis zum 12. Oktober 1874 Abbau Kunig genannte kleine Ort Windenhof bestand lediglich aus einem großen Hof. Bis 1945 war Windenhof ein Wohnplatz in Guttstadt (polnisch Dobre Miasto) im ostpreußischen Kreis Heilsberg. 34 Einwohner zählte der kleine Ort im Jahre 1910.
Als in Kriegsfolge 1945 das gesamte südliche Ostpreußen an Polen abgetreten wurde, erhielt Windenhof die polnische Namensform „Kunik“ und ist jetzt eine Osada (= „Siedlung“) innerhalb der Gmina Dobre Miasto (Stadt-und-Land-Gemeinde Guttstadt) im Powiat Olsztyński (Kreis Allenstein), von 1975 bis 1998 der Woiwodschaft Olsztyn, seither der Woiwodschaft Ermland-Masuren zugehörig. Kunik zählte im Jahre 2021 87 Einwohner.

## Religion
Wie Windenhof bereits vor 1945 so gehört Kunik heute zur römisch-katholischen Pfarrei in Dobre Miasto (Guttstadt), jetzt dem Erzbistum Ermland zugehörig.
Bis 1945 war Windenhof auch in die damalige evangelische Kirche Guttstadt in der Kirchenprovinz Ostpreußen der Kirche der Altpreußischen Union eingegliedert. Jetzt ist Kunik der Diözese Masuren der Evangelisch-Augsburgischen Kirche in Polen zugeordnet.

## Verkehr
Kunik liegt an der nicht unbedeutenden Woiwodschaftsstraße 507, die von Braniewo (Braunsberg) über Pieniężno (Mehlsack) und Orneta (Wormditt) bis nach Dobre Miasto führt.
Dobre Miasto ist auch die nächste Bahnstation und liegt an der PKP-Bahnlinie 221: Olsztyn Gutskowo–Braniewo.